# 一汽丰田
一汽丰田汽车有限公司，前称天津一汽丰田汽车有限公司，是由中国第一汽车集团公司、天津一汽夏利汽车股份有限公司、丰田汽车股份有限公司和丰田汽车（中国）投资有限公司共同出资组建的汽车制造公司。
天津一汽丰田成立于2000年6月，总部位于天津。2022年，公司由天津一汽丰田更名为一汽丰田。

## 主要产品
天津工厂
- 丰田威驰（VIOS）
- 豐田卡羅拉（COROLLA）
- 丰田皇冠（CROWN，2020年停止生产）
- 丰田亚洲龙（AVALON，2021年转成都工厂生产）
- 丰田荣放（RAV4）
- 丰田普拉多（LAND CRUISER PRADO）
- 丰田奕泽（IZOA）
- 丰田亚洲狮（ALLION）
- 丰田bZ3（英语：Toyota bZ3）
- 豐田卡羅拉Cross（英语：Toyota Corolla Cross）
- 丰田皇冠陆放
- 丰田格瑞维亚
- 丰田凌放
- 丰田bZ4X（2022–2023）
- 丰田锐志（2004-2017）

成都工厂、长春丰越